# Childebert I
Childebert I (n. 497 d.Hr., Reims, Franța – d. 23 decembrie 558 d.Hr., Paris, Imperiul Franc) a fost regele franc al Parisului, făcând parte din Dinastia Merovingiană, unul dintre cei patru fii ai lui Clovis I care și-au împărțit regatul francilor la moartea tatălui lor în 511. A fost unul dintre fiii Sfintei Clotilda.
La împărțirea regatului , a primit orașul Paris, teritoriul său mărginindu-se la nord cu râul Somme, la vest cu Marea Mânecii și peninsula Armorica (astăzi Bretania). Frații săi au primit diferite alte teritorii: Theuderic I la Metz, Chlodomer la Orléans, și Clotaire I la Soissons. 
În 523, Childebert a luat parte la Războiul Burgundiei. Chlodomer a murit în Bătălia de la Vézeronce. În 524, după asasinarea copiilor lui Chlodomer, Childebert a anexat orașele Chartres și Orléans. 
A luat parte la mai multe expediții ulterioare împotriva regatului Burgundiei. A asediat Autun în 532 și, în 534, a primit ca urmare a dezintegrării acestui regat, orașele Mâcon, Geneva, și Lyon. Când Witiges, regele ostrogoților, a cedat Provence francilor în 535, orașele Arles și Marsilia au fost cedate lui Childebert de frații săi. Anexarea provinciei a fost încheiată, cu ajutorul lui Clotaire, în iarna anilor 536–537. 
În 531, a primit o cerere de ajutor din partea surorii sale Chrotilda, soția regelui Amalaric al vizigoților. După afirmațiile sale, regele arian al Hispaniei o maltrata pe ea, o catolică. Childebert a invadat cu o armată, și l-a învins pe regele goților, omorându-l în luptă. Chrotilda a murit pe drumul de întoarcere la Paris din cauze necunoscute. 
Childebert a avut și alte expediții împotriva vizigoților. În 542, a ocupat Pamplona cu ajutorul fratelui său Clotaire, și a asediat Zaragoza, dar a fost obligat să se retragă. Din această expediție a adus la Paris o relicvă valoroasă, tunica Sfântului Vincent, în onoarea căruia a construit la porțile Parisului cunoscuta mănăstire a Sf. Vincent, cunoscută mai târziu sub numele de St-Germain-des-Prés. 
A murit la 13 decembrie 558, și a fost îngropat în abația pe care a fondat-o, unde a fost descoperit mormântul său (vezi "Nouveaux documents sur le tombeau de Childebert a Saint-Germain-des-Prés" din Bulletin de la Société des Antiquaires, 1887). Childebert a fost un monarh expansiv. Și-a extins posesiunile prin mai multe războaie străine decât orice alt frate al său: luptând în Burgundia (de mai multe ori), în Spania (de mai multe ori), în Provence, precum și în alte părți ale Galiei. Grigore de la Tours, un contemporan, vorbind ca neustrian, a pus aceaste cuvinte în gura lui Childebert: Velim unquam Arvernam Lemanem quae tantae jocunditatis gratia refulgere dicitur, oculis cernere. Arhivat în 14 august 2014, la Wayback Machine. Childebert a fost de asemenea unul dintre cei mai religioși fii ai lui Clovis, cooperând cu frații săi, salvându-și sora, și construind mănăstirea Sf. Vincent pentru a-i adăposti relicvele.
1. 1 2 3 4 5 6 7 8  La Préhistoire des Capétiens[*], p. 67-69 Verificați valoarea |titlelink= (ajutor)
2. ↑  La Préhistoire des Capétiens[*], p. 66 Verificați valoarea |titlelink= (ajutor)
3. ↑  La Préhistoire des Capétiens[*], p. 59-61 Verificați valoarea |titlelink= (ajutor)
4. ↑  La Préhistoire des Capétiens[*], p. 57 Verificați valoarea |titlelink= (ajutor)
5. ↑  La Préhistoire des Capétiens[*], p. 68-69 Verificați valoarea |titlelink= (ajutor)
6. ↑  La Préhistoire des Capétiens[*], p. 69 Verificați valoarea |titlelink= (ajutor)
7. ↑  La Préhistoire des Capétiens[*] Verificați valoarea |titlelink= (ajutor)